# Labena mimica
Labena mimica là một loài tò vò trong họ Ichneumonidae.